# Wampir (film 1932)
Wampir (niem. Vampyr – Der Traum des Allan Grey; skr. Vampyr) − niemiecko-francuski ekspresjonistyczny film grozy z 1932 roku, napisany i wyreżyserowany przez duńskiego twórcę filmowego Carla Theodora Dreyera, oparty na zbiorze opowiadań Sheridana La Fanu pod tytułem In a Glass Darkly. Projekt ufundowany został przez arystokratę z Paryża Nicolasa de Gunzburga, który w odegrał także główną rolę Allana Greya. Tytułowy bohater, rozmarzony student okultyzmu, przybywa do wioski terroryzowanej przez wampira.
Wampir był pierwszym kręconym przez Dreyera filmem dźwiękowym. Mimo to w filmie zawarto niewiele dialogów, a znaczna część fabuły przedstawiona jest za pomocą planszy tekstowej, charakterystycznej dla kina niemego. Obraz powstawał w plenerach pozastudyjnych. Na planie filmowym Dreyer korzystał z miękkorysującego obiektywu kamery; za sprawą tej techniki operatorskiej autor zdjęć Rudolph Maté miał nadać horrorowi nieostry, fantastyczny ton.
Odbiór filmu przez niemieckich krytyków oraz widzów kinowych był negatywny. Wkrótce po berlińskiej premierze Dreyer postanowił przemontować materiał. We Francji Wampir zebrał mieszane recenzje. Choć przez wiele lat obraz uważano za jedno z mniej udanych dzieł reżysera, współcześni filmoznawcy i pamfleciści chwalą atmosferę projektu oraz dezorientujące efekty wizualne, jakie wykreował Dreyer. Wielu profesjonalnych krytyków uznaje Wampira za jeden z najlepszych horrorów w dziejach kina.

## Obsada
- Nicolas de Gunzburg jako Allan Grey, wędrujący po Europie student, adept okultyzmu, nazwany marzycielem. Spojrzenie chłopaka na otaczające go realia zostaje określone jako „zatarte pomiędzy rzeczywistością a światem iluzorycznym”.
- Maurice Schutz jako właściciel dworu, podejrzewający, że w jego najbliższym otoczeniu grasuje wampir. Chcąc uratować swe dwie córki przed krwiopijcą, wręcza Greyowi książkę poświęconą historii wampiryzmu.
- Sybille Schmitz jako Léone, starsza córka właściciela dworu, niewolnica wampira, słabnąca z dnia na dzień
- Jan Hieronimko jako bezimienny wiejski doktor, sługa wampirzycy Marguerite Chopin; udaje, że leczy Léone
- Rena Mandel jako Giséle, siostra Léone, w drugiej połowie filmu porwana przez doktora
- Henriette Gérard jako Marguerite Chopin, wampirzyca, główna antybohaterka terroryzująca miejsce akcji filmu. Kondycja strzygi zależy od stanu, w jakim znajdują się jej ofiary. Wielu mieszkańców wsi jest sługusami Marguerite.
- Albert Bras jako stary sługa dworu
- N. Babanini jako żona sługi
- Jane Mora jako siostra-pielęgniarka
- Georges Boidin jako utykający mężczyzna (rola epizodyczna)

## Produkcja
Reżyser Carl Theodor Dreyer planował realizację Wampira począwszy od ostatniego kwartału 1929 roku (tj. rok po premierze swojego poprzedniego filmu, Męczeństwa Joanny d’Arc). Wytwórnia filmowa odpowiedzialna za produkcję wcześniejszego obrazu Dreyera miała w planach stworzenie innego filmu reżyserowanego przez Duńczyka, lecz projekt został porzucony. W ten sposób Dreyer zadecydował, że jego kolejne dzieło powstanie bez studyjnej ingerencji.
Zdjęcia kręcono na francuskiej prowincji: w departamentach Aisne (sceny na cmentarzu w opactwie Braye), Loiret (zamek w Courtempierre, Montargis) i Oise (plebania w Villeneuve-sur-Verberie).

## Wydanie filmu
Światowa premiera filmu została opóźniona przez studio Universum Film AG. Wytwórnia chciała, by amerykańskie horrory z 1931 roku, Dracula i Frankenstein, dystrybuowano w niemieckich kinach przed Wampirem. Premiera obrazu przypadła na 6 maja 1932 i odbyła się w Berlinie. Podczas uroczystej projekcji widownia wygwizdała horror, co zmobilizowało Dreyera do przemontowania materiału i wycięcia z filmu kilku scen. We Francji dystrybutorem obrazu została spółka Société Générale de Cinema. Trzy lata wcześniej firma wprowadziła do krajowych kin poprzednią produkcję Dreyera, Męczeństwo Joanny d’Arc. Paryska premiera Wampira nastąpiła we wrześniu 1932; film inaugurował otwarcie nowego kina przy bulwarze imienia François-Vincenta Raspaila. Seans w Wiedniu zakończył się domaganiami widzów o zwrot kosztów biletów. Gdy im odmówiono, wybuchły zamieszki, a interweniujący funkcjonariusze ochrony bezpieczeństwa zmuszeni zostali do przywrócenia porządku przy pomocy pałek policyjnych. Wampir poniósł także porażkę komercyjną. Dreyer postanowił nie pojawiać się na oficjalnej duńskiej premierze filmu, która odbyła się 27 marca 1933 w Kopenhadze. Wkrótce potem reżyser przeszedł załamanie nerwowe i zgłosił się do kliniki psychiatrycznej we Francji.

### Początkowe recenzje kontra współczesne opinie
Odbiór filmu przez europejskich krytyków był mieszany, lecz skłaniał się ku negatywnemu. Dziennikarze w Niemczech wypowiadali się o dziele w niepochlebny sposób. Redaktor gazety „The New York Times”, obecny na berlińskiej premierze horroru, napisał: „Cokolwiek można sądzić o reżyserze Charlesie (sic) Theodorze Dreyerze, nikt nie ma obiekcji co do jego odmienności. Dreyer tworzy sztukę, która sprawia, że ludzie o nim mówią. Jego filmy można by uznać za niedorzeczne, lecz nie da się nich zapomnieć... Choć pod kątem wielu aspektów Wampir był jednym z najgorszych filmów, jakie widziałem, dysponował też scenami chwytającymi widza z brutalną bezpośredniością.” Prasa w Paryżu wydała Wampirowi mieszane recenzje. Po francuskiej premierze Herbert Matthews (The New York Times) uznał, że Wampir to „halucynogenny film”, który „albo trzyma widzów w stanie oczarowania rodem z długiego koszmaru, albo przyprawia ich o histeryczny śmiech”. Przez wiele lat od momentu wydania film określany był przez krytyków mianem jednego z najmniej udanych dzieł Dreyera.
Współcześni opiniodawcy oceniają film pozytywnie. Agregujący recenzje filmowe serwis Rotten Tomatoes, w oparciu o dwadzieścia siedem omówień, okazał obrazowi stuprocentowe wsparcie. Ocena opatrzona jest komentarzem: „Pełen dezorientujących efektów wizualnych Wampir w reżyserii Carla Theodora Dreyera stanowi obraz niepokojący zarówno pod względem teorii, jak i koncepcji”. Współpracujący z witryną Allmovie żurnalista Tood Kristel wycenił film na  (cztery i pół gwiazdki). Kristel pisał: „Wampir nie jest najłatwiej dającym się lubić klasykiem, nawet jeśli jest się miłośnikiem horrorów z lat trzydziestych. Jeżeli jednak wobec powolnej akcji i niejednoznacznej fabuły wykażesz się dozą cierpliwości, przekonasz się, że film ma do zaoferowania uderzającą wizję. (...) Obraz nie jest ekscytujący na poziomie rozwoju akcji, (...) lecz jest w stanie zbudować przekonujący nastrój.” Zdaniem Jonathana Rosenbauma, redaktora tygodnika „Chicago Reader”, „wielkość Wampira Carla Dreyera wynika częściowo z przedstawienia wampiryzmu w zakresie seksualności i erotyki, a częściowo z wysoce rozmarzonej, wyróżniającej się plastyki, lecz może też być związana z radykalnym przekształceniem formy narracyjnej reżysera”. Echa tej recenzji pobrzmiewały w omówieniu J. Hobermana dla magazynu The Village Voice. Hoberman stwierdził, że Wampir jest najbardziej radykalnym projektem w całej filmografii Dreyera. Sam obraz uznał za jeden z tuzina swoich ulubionych filmów. Doktor Anton Bitel, związany z Uniwersytetem Oksfordzkim, porównał dzieło do niemego, ekspresjonistycznego horroru Nosferatu – symfonia grozy, wskazując Wampira jako film „mniej znany, lecz pod wieloma względami lepszy”, „triumf irracjonalizmu”. „Upiorne memento mori Dreyera nigdy nie pozwala żadnemu ze swoich protagonistów lub widzów w pełni wybudzić się z surrealistycznego koszmaru”, pisał Bitel.
Na początku lat dwa tysiące dziesiątych dziennikarze magazynu „Time Out” stworzyli zestawienie stu najlepszych horrorów w dziejach kinematografii. W opracowaniu pomogła im grupa reżyserów, aktorów, krytyków i autorów, zajmujących się kinem lub literaturą grozy. Wampir objął w tym notowaniu pozycję pięćdziesiątą. W 2010 redaktorzy brytyjskiego czasopisma „The Guardian” okrzyknęli Wampira jako dziewiąty w kolejności najlepszy horroru wszech czasów.